# Звуки по соседству
«Звуки по соседству» (порт. O Som ao Redor) — бразильский фильм 2012 года в жанре драмедии (режиссёр и сценарист Клебер Мендонса-сын, продюсер Эмили Лекло, актёры — Ирандир Сантуш, Гуштаву Ян и Мэйв Джинкинс). Фильм был исключительно доброжелательно принят критикой и назван одним из лучших бразильских фильмов.

## Сюжет
Жизнь в районе города Ресифе, где живут люди среднего достатка, приобретает неожиданный поворот после того, как один из домов начинает охранять независимая охранная компания. Присутствие этих людей приносит чувство безопасности — и одновременно вызывает беспокойство у тех, кто раньше злоупотреблял атмосферой страха и неуверенности, получая от этого доход.
Тем временем Эва (Мэйв Джинкинс), замужняя мать двоих детей, хочет как-то справиться со своей бессонницей из-за постоянного лая соседской собаки во дворе.

## В ролях
- Ирандир Сантуш — Клодоалдо
- Гуштаву Ян — Жоан
- Мэйв Джинкингс — Биа
- W.J. Solha — Франсишку
- Irma Brown — София
- Lula Terra — Анку
- Yuri Holanda — Динью
- Clébia Souza — Люсьена
- Albert Tenório — Роналду
- Nivaldo Nascimento — Фернанду
- Felipe Bandeira — Нельсон
- Clara Pinheiro de Oliveira — Фернанда
- Sebastião Formiga — Клаудио
- Mauricéia Conceição — Мария

## Критика
Критик Энтони Оливер Скотт из The New York Times включил «Звуки по соседству» в список лучших работ 2012 года. Фильм был впервые показан на Роттердамском кинофестивале в 2012 году и вышел на экраны Бразилии 4 января 2013 года. Он был отобран как кандидат от Бразилии в категории «Лучший фильм на иностранном языке» на 86-й церемонии премии «Оскар».